# Igor Kotko
Igor Kotko (1963) es un deportista soviético que compitió en remo. Ganó dos medallas de oro en el Campeonato Mundial de Remo, en los años 1986 y 1987.

## Palmarés internacional
| Campeonato Mundial | Campeonato Mundial       | Campeonato Mundial | Campeonato Mundial |
| Año                | Lugar                    | Medalla            | Prueba             |
| ------------------ | ------------------------ | ------------------ | ------------------ |
| 1986               | Nottingham (Reino Unido) | Medalla de oro     | Cuatro scull       |
| 1987               | Copenhague (Dinamarca)   | Medalla de oro     | Cuatro scull       |